# Algade (Vordingborg)
 For alternative betydninger, se Algade. (Se også artikler, som begynder med Algade)
Algade er en vej og gågade i Vordingborg på Sydsjælland. Gaden går fra Marienbjergvej og Vordingborg Station i nordvest mod sydvest forbi Slotstorvet og Vordingborg Slot, til hjørnet af Østervej, hvor den bliver til Nyraadsvej. Den er gågade fra Chr Winthersvej til Færgegaardsvej og Slotstorvet.
Algade er byens primære butiksgade, og rummer en række forretninger, samt bl.a. Vordingborg Kommunes borgerservice, spillestedet Stars, Vordingborg gamle rådhus, Hotel Kong Valdemar og Sjællandske Mediers afdeling i byen.
Algade kan føres langt tilbage, dele af den stammer fra middelalderen. Den blev brolagt i 1873. I 1914 indførte man husnumre på gaden.

## Bygninger
Nr. 84 - Stars
Regionalt spillested, der åbnede i 1998
Nr. 97 - Vordingborg gamle rådhus
Opført 1843-1845 af Peter Kornerup som landets første historicistiske rådhus. Den blev fredet i 1977. I 2009 blev bygningen købt af Realdania, som restaurerede bygningen frem til 2013.

## Galleri
- Vordingborg gamle rådhus
- Apotek i klassicistisk stil i begyndelsen af 1800-tallet
- Sjællandske Medier
- Spillestedet Stars
- Hotel Kong Valdemar